# Marpo
Марпо (чеш. Marpo), (настоящее имя — Отакар Петржина (чеш. Otakar Petřina) (род. 1985) — чешский рэпер, которого в Чехии называют «королём метафор». Ранее был участником группы «Характер Кру», в настоящее время выступает совместно с МС Вогноутем.

## Дискография
В 2005 году Марпо выпустил дебютный альбом под названием Пувод Умени (Родное Искусство). Также участвовал в записи альбома группы Gipsy.cz под названием Rýmy A Blues (Рифмы и Блюз).
В 2006 году под лейблом Паранормалц Рекордс вышел новый альбом Марпо — Marpokalypsa (Марпокалипса). Этот альбом включил в себя 15 треков, среди которых были песни, записанные совместно с американскими рэперами Outthere, Hard Target и Drift. В 2007 году был издан альбом The Bang Mixtape Vol.1, созданный совместно с МС Вогноутем и американской рэп-группой Black-Ops. Тогда же Марпо выпустил сольный альбом Rapstar.

### Видеоклипы
Всего Марпо снял 4 клипа на свои песни. Это песни Jsem (Я), Jděte mi z cesty (Уйдите с Пути), Let’s go и Nech to běžet (Пускай Бежит).